# Grossregion Nordwestschweiz
Die Nordwestschweiz ist eine Grossregion der Schweiz nach der Einteilung des Bundesamts für Statistik (BFS). Sie umfasst die drei Kantone Basel-Stadt, Basel-Landschaft und Aargau. Damit ist sie nicht deckungsgleich mit der Region Nordwestschweiz im üblichen Sinne, die Basel-Stadt, Basel-Landschaft sowie die nördlich des Juras gelegenen Teile des Aargaus und des Kantons Solothurn umfasst.
Per 31. Dezember 2019 betrug die Einwohnerzahl 1'171'157. Der Ausländeranteil (gemeldete Einwohner ohne Schweizer Bürgerrecht) bezifferte sich am Stichtag auf 26,6 Prozent.